# Gila crassicauda
Gila crassicauda is een straalvinnige vissensoort uit de familie van de eigenlijke karpers (Cyprinidae). De wetenschappelijke naam van de soort is voor het eerst geldig gepubliceerd in 1854 door  Spencer Fullerton Baird en Charles Frédéric Girard.
Deze soort werd aangetroffen in de bekkens van de Sacramento River en San Joaquin River in de Central Valley van Californië. Ze is in de twintigste eeuw echter uitgestorven; het laatst gekende exemplaar werd in 1957 gevangen. De reden van het uitsterven is de omvorming naar landbouw van een groot deel van de Central Valley die gepaard ging met grondige wijzigingen in het habitat van de soort (aanleggen van dammen, afleiden van water voor irrigatie, draineren van moerassen en vijvers waar de soort bij voorkeur verbleef...).